# Julitta d'Arménie
Julitta d'Arménie, aussi connue comme Mariam d'Arménie, (en arménien : Ժուլիտտա (Julitta) ou Մարիամ (Mariam)) est une personnalité du christianisme primitif. Si son prénom et son identité sont difficiles à établir, il s'agit de l'épouse de Grégoire l'Illuminateur et de la mère fondatrice de la dynastie des Grégorides, étant la mère d'Aristakès Ier Parthev et de Vertanès Ier Parthev.

## Biographie

### Problèmes onomastiques
S'il est évident que Grégoire l'Illuminateur est un évêque marié, le prénom de son épouse est très difficile à établir. Chez Agathange, à la fois dans la version grecque et dans la version arménienne, elle se nomme Julitta. Au VIIe siècle, trois siècles plus tard, Moïse de Khorène lui donne plutôt le prénom de Mariam,. Il demeure donc particulièrement compliqué de retrouver le prénom original de cette figure, d'autant que Julitta, le prénom le plus anciennement attesté, semble être une confusion avec une sainte cappadocienne morte près de 100 ans avant Grégoire l'Illuminateur, et reconnue pour des qualités maternelles dans les hagiographies chrétiennes,.

### Vie
Comme pour son prénom, sa vie est particulièrement compliquée à établir. Elle semble être d'origine byzantine, chez Agathange, qui mentionne qu'elle épouse Grégoire l'Illuminateur et a déjà donné naissance à ses deux fils à Césarée avant que Grégoire ne se déplace en Arménie. Dans les deux versions d'Agathange, on entrevoit une différence de taille ; dans la version grecque, plus ancienne et moins retravaillée par les autorités ecclésiastiques arméniennes, elle suit Grégoire en Arménie après sa libération par Tiridate, tandis que dans la version arménienne, plus retravaillée, elle ne le rejoint jamais à partir du moment où il commence à prêcher, ce qui est possiblement une tentative de dissimuler le mariage de Grégoire, en le séparant artificiellement de sa vie d'évêque. Robert W. Thomson, qui étudie les différentes versions d'Agathange, voit dans cette dissimulation une envie de l'Église apostolique arménienne de présenter Grégoire comme un personnage monastique, qui ne peut donc être marié, ou dont tous les liens avec un quelconque mariage doivent être effacés, surtout à partir du moment où il commence à prêcher. Il semble cependant que la version grecque est correcte ici, et si le prénom donné n'est pas évident, la suite des événements, où elle rejoint son époux après sa libération et le début de la destruction de temples païens, paraît correcte.
Chez Moïse de Khorène, au contraire, elle est donnée en mariage à Grégoire par un homme pieux nommé David, sans autres précisions de lieu ou de date,.
Si sa vie est complexe à approcher et à correctement saisir, en raison de sources primaires très lacunaires ou contradictoires, elle donne naissance à Aristakès Ier Parthev et Vertanès Ier Parthev à Césarée et est ainsi, avec son époux, la fondatrice de la dynastie des Grégorides, qui prend ensuite une place majeure dans l'histoire de l'Arménie,.